# Theodor Ahrenberg

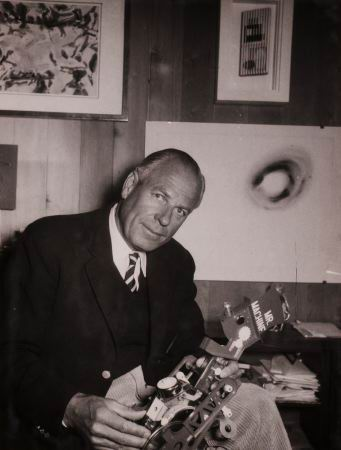
Theodor Ahrenberg

Theodor „Teto“ Ahrenberg (* 2. März 1912 in Göteborg; † 21. Juni 1989 in Vevey, Schweiz) war ein schwedischer Unternehmer und Kunstsammler. Zu seiner umfangreichen Sammlung gehörten Werke von einflussreichen und diversen Künstlern u. a. Pablo Picasso, Henri Matisse, Marc Chagall, Le Corbusier, Olle Bærtling, Sam Francis, Mark Tobey, Christo, Lucio Fontana, Tadeusz Kantor, Enrico Baj, Jean Tinguely und Niki de Saint Phalle. Zu den wichtigsten Exponaten der Sammlung zählten unter anderem die zwei Versionen von Matisse' Apollo (1953), Picassos Femme nue au fauteuil à bascule (1956) und Chagalls Les mariés sous le baldaquin (1949).

## Leben
Theodor Ahrenberg, Sohn des schwedischen Reeders und Inhabers der Th. Ahrenberg Rederi (Th. Ahrenberg Reederei) und seiner Frau Naëma Ahrenberg (geb. Wijkander), von Freunden „Teto“ genannt, verbrachte seine Jugendjahre in Göteborg; das Familienhaus stand in der Viktor Rydbergsgatan 14. Im Anschluss an seine wenig erfolgreiche Schulzeit wurde Ahrenberg von seinem Vater von der Högre Samskola Schule genommen. Danach arbeitete er zunächst für verschiedene Werften und Reedereien in Stettin, Hamburg und Newcastle. Wie Ahrenberg in seinen Memoiren schreibt, war diese Ausbildung für ihn entscheidend: „Man muss gleichzeitig weitblickend, vorsichtig und mutig sein … vor allem muss man erfolgreich sein. Das war der Reiz der Welt der Reedereien. Solche spekulativen und mutigen Erfahrungen haben mich in Hinsicht auf meinen Einstieg in die Kunstwelt sehr geprägt.“ 1939–40 kämpfte Ahrenberg als freiwilliger Soldat im Winterkrieg gegen Russland und wurde hoch dekoriert.
Nach seiner Rückkehr nach Göteborg im Jahr 1941 und aufgrund des Niedergangs der Th. Ahrenberg Reederei zog Ahrenberg nach Stockholm, um seine Karriere voranzutreiben. Zuerst war er für die Inventur der Fässer bei Nynäs Petroleum zuständig, danach erhielt er eine höhere Stelle bei der Handels- und Wirtschaftskommission. Schließlich übernahm er eine führende Management-Position bei dem Wirtschaftsbund für Gas und Koks (GOKEF).
Auf Dienstreisen durch Europa ab den später vierziger Jahren entdeckte Ahrenberg seine Liebe für die moderne Kunst und begann, Werke zeitgenössischer Künstler zu sammeln, am Anfang erwarb er Druckgrafiken, unter anderem Werke von Picasso. Im Laufe der Zeit schuf er eine der wichtigsten und besten europäischen Privatsammlungen der westlichen Kunst des 20. Jahrhunderts.
In den frühen fünfziger Jahren begann die Gründerin und Direktorin der Galerie Samlaren (Birger Jarlsgatan 1, Stockholm) Agnes Widlund (1910–2005) Ahrenberg zu beraten. Mit ihrer Hilfe ergänzte er seine Sammlung durch Werke von wichtigen Künstlern zum Beispiel Matisse, Chagall, Le Corbusier, Georges Braque und Georges Rouault. Darüber hinaus vermittelte Widlund Ahrenberg Atelierbesuche bei Künstlern wie Picasso, Matisse, Chagall und Le Corbusier. So begann seine Leidenschaft, Künstler persönlich kennenzulernen, und Exponate direkt bei den Künstlern zu erwerben.
Ahrenberg wurde im schwedischen und europäischen Kunstbetrieb zu einer zentralen Figur. Er war unter anderem Sekretär der Tessin-Gesellschaft und Vorstandsmitglied von Kunstvereinen wie Freunde des Nationalmuseums, Freunde des Moderna Museets und Aspect. Er setzte sich vehement für die Verbesserung der Situation von Kunststudenten und jungen Künstlern ein. Am 3. September 1959 hielt Ahrenberg bei der öffentlichen Versammlung von Aspect in Stockholms Akademie der Künste seine kontroverse Rede „Die Armut der Kunst im Wohlfahrtsstaat“, in der er weitere Unterstützung für Künstler und Kunstinstitutionen forderte und den Direktor des Schwedischen Nationalmuseums Carl Nordenfalk (1907–92) bezüglich seiner zurückhaltenden Finanzierungsmethoden kritisierte. Dabei kollidierte Ahrenberg in seinem Heimatland mit dem Konservatismus der staatlichen Kunstförderung und des Kunstbetriebes der öffentlichen Museen.
Ahrenbergs Zerwürfnis mit der musealen Szene, vor allem mit Nordenfalk, der seine Vorschläge im Dezember 1959, seine Sammlung dem Nationalmuseum oder einer anderen Staatsinstitution zu überlassen, verweigerte, führte zu dem Entschluss, sich in Stockholm unter der Bezeichnung „Palais Ahrenberg“ einen eigenen Ausstellungspavillon bauen zu lassen. 1961 sagte der mit Ahrenberg befreundete Architekt Le Corbusier (1887–1965) zu, die Pläne dafür zu entwerfen. Diese wurden Anfang 1962 öffentlich präsentiert, der Pavillon allerdings nicht gebaut. Le Corbusier orientierte sich an einem Entwurf, den er zwei Jahre zuvor für ein ähnliches Projekt in Tokio geschaffen hatte und 1964 für den Bau des Heidi-Weber-Museums in Zürich verwendete, das auch als „Centre Le Corbusier“ bekannt ist. Dort befindet sich seit dem Jahr 2005 ein nach den Originalplänen gestaltetes Modell des „Palais Ahrenberg.“

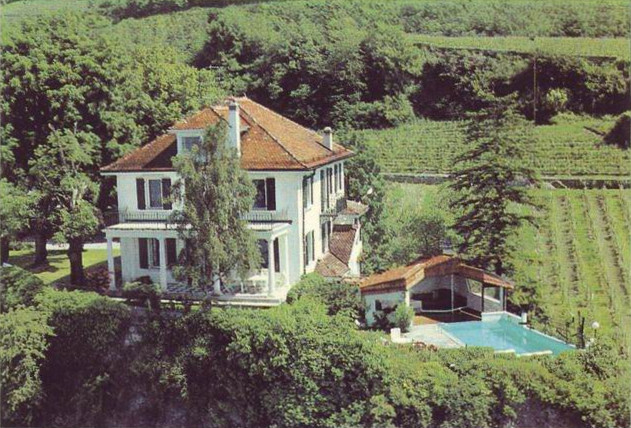
Ahrenbergs Domizil "Le Rocher" bei Chexbres

In der Planungsphase dieses Ausstellungszentrums wurde Ahrenberg 1962, während eines Schweiz-Aufenthaltes, von der schwedischen Staatsanwaltschaft wegen Steuerhinterziehung angeklagt. Da er bei einer Rückkehr nach Schweden mit Untersuchungshaft rechnen musste, blieb er mit seiner Frau Ulla (geb. Ulla Frisell 1931) und seinen vier Kindern in der Schweiz. Zur Begleichung seiner Steuerschulden konfiszierte der schwedische Staat seine Kunstsammlung und versteigerte sie ab 1963. Theodor Ahrenberg siedelte sich mit seiner Familie in dem kleinen Ort Chexbres am Nordufer des Genfersees an, wo er aufs Neue mit seiner Sammlertätigkeit begann. Mit zahlreichen Künstlern der europäischen Nachkriegs-Avantgarde pflegte er Kontakte und lud sie zu mehrmonatigen Arbeitsaufenthalten in seiner Villa ein. Auf diese Weise entstand in den folgenden 25 Jahren die zweite Ahrenberg-Sammlung.
Theodor Ahrenberg starb am 21. Juni 1989 im Alter von 77 Jahren in Vevey, Schweiz.

## Die erste Sammlung
Die erste, von dem Schwedischen Staat konfiszierte und durch ihre Auktionierung zerstreute Ahrenberg-Sammlung, eine der umfangreichsten Privatsammlungen Europas, bot mit etwa 1.000 Werken einen umfassenden Querschnitt durch die „Klassische Moderne“.
Ahrenberg schätzte und erwarb Werke von bereits berühmten oder zumindest bekannten zeitgenössischen Künstlern wie Henri Matisse (1869–1954), Pablo Picasso (1881–1973), Georges Braque (1882–1963), Marc Chagall (1887–1985), Le Corbusier (1887–1965), Fernand Léger (1881–1955), Alberto Giacometti (1901–66), Henry Moore (1898–1986), Mark Tobey (1890–1976) und anderen, die teilweise vom Kunstestablishment und von der Finanzwelt noch nicht akzeptiert waren. Laut seiner Frau, Ulla Ahrenberg, besaß Ahrenberg vor der Enteignung der Sammlung durch den schwedischen Staat alleine Hunderte von Werken von Picasso und fast alle Skulpturen von Matisse.
In seinem Heimatland förderte er umstrittene junge schwedische Künstler wie Carl Kylberg, Olle Bærtling, Einar Hylander, Öyvind Fahlström, Richard Mortensen, Robert Jacobsen oder Carl Fredrik Reuterswärd.
Ein weiterer Schwerpunkt seiner Sammlertätigkeit lag auf den Werken von osteuropäischen Kunstschaffenden, die hinter dem Eisernen Vorhang im Untergrund arbeiten mussten. Wichtigster Vertreter dieser Gruppe war Tadeusz Kantor. Mit seinem Faible für die seinerzeit avantgardistischen neuen Künstler eckte Ahrenberg in der konservativen schwedischen Kunstszene fast überall an.
Seiner Sammlerleidenschaft kam zugute, dass er die Werke der damals noch nicht arrivierten Künstler zu niedrigen Marktpreisen kaufen konnte. Ihn interessierte das Junge, das Neue. Zum wichtigsten Sammelprinzip wurde Ahrenberg, Werke ausschließlich von Künstlern, die er persönlich kannte, zu kaufen. Als Anfang der sechziger Jahre seine Künstler arriviert wurden, verkaufte er deren Werke mit hohem Gewinn und investierte wieder in die nachrückende Avantgarde. Heute wäre seine Sammlung über eine Milliarde Euro wert.

## Die zweite Sammlung

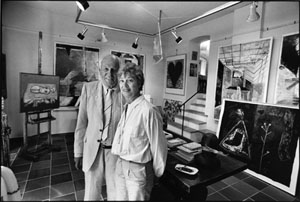
Theodor Ahrenberg und Ulla Ahrenberg

Die zweite, in der Schweiz aufgebaute Sammlung umfasste zunächst Werke, die Künstler als geladene Gäste in Ahrenbergs Villa in Chexbres schufen und die er zu Zeitpreisen aufkaufte. Zu seinen engen Freunden wurden spätere Klassiker wie Sam Francis, Christo, Lucio Fontana, Jean Tinguely, Niki de Saint Phalle, Arman, Robert Rauschenberg, Mark Tobey, Enrico Baj, Yaacov Agam, Edward Kienholz, Meret Oppenheim oder Heinrich Richter.
Der Charakter seiner neuen Sammlung ist ein völlig anderer als der in seiner schwedischen Zeit. Damals war er bestrebt, eine nach kunsthistorischen Gesichtspunkten optimale Übersicht über die aktuelle Kunst zu geben; seine neue Sammlung „… zeigt einen mehr spielerischen, experimentellen und persönlichen Charakter. Ihr Ausgangspunkt ist die subjektive und situationsabhängige Auswahl, nicht der Ehrgeiz, einen objektiven oder qualitativen Überblick zu geben“ (Folke Edwards). Seine neue Sammlung wuchs auf etwa 6.000 Exponate an, darunter zahlreiche Kuriosa und experimentelle Arbeiten wie die Keramiken (z. B. Teller, Schalen, Sparschweine und Aschenbecher) sowie Weinetiketten, die ihn besuchende Künstler wie Albert Chubac, Lars Gynning, Gérard “Imof” Imhof, Julio Zapata, Roberto Crippa und Ricci Riggenbach eigenartig und spielerisch dekorierten.
Nach dem Tod von Theodor Ahrenberg (1989) nahm seine Frau Ulla Ahrenberg die Arbeit als Kustos der Sammlung auf. Ihr Sohn Staffan Ahrenberg, ein inzwischen erfolgreicher Hollywood-Produzent und Unternehmer, setzt die Sammlertätigkeit seines Vaters fort. Er sammelt junge amerikanische und europäische Kunst, darunter mittlerweile arrivierte Künstler wie Richard Serra, Robert Longo, Wolfgang Tillmans, Cildo Meireles, Jenny Holzer, Martin Kippenberger und Adrián Villar Rojas, und gibt seit Oktober 2012 die renommierte, 1960 eingestellte französische Kunst- und Literaturzeitschrift Cahiers d’Art neu heraus.
Im September 2018 wurde die erste ausführliche Monografie zu Ahrenbergs Leben und Sammlungen veröffentlicht. Das Buch erschien in englischer Sprache als Living with Picasso, Matisse and Christo: Theodor Ahrenberg and His Collections bei Thames & Hudson, London, und auf Schwedisch als Ett liv med Matisse, Picasso och Christo – Theodor Ahrenberg och hans samlingar bei Arvinius + Orfeus Publishing, Stockholm.

## Ausstellungen (Auswahl)

Ausstellungsplakat "Ahrenberg Collection" im Museum St. Ingbert (1993)

- 1954 Nationalmuseum, Stockholm: „Modern Utländsk Konst ur Svenska Privatsamlingar“ (Ausländische Kunst in schwedischen Privatsammlungen)
- 1957 Nationalmuseum, Stockholm
- 1957 Skånska Konstmuseum, Lund
- 1957 Konsthallen Helsingfors, Helsinki
- 1958 Musée des Beaux-Arts, Liège
- 1959 Kunsthaus Zürich
- 1960 Göteborgs Konstförening, Konsthallen, Göteborg
- 1961 Frederiksberg Radhus, Kopenhagen
- 1967 Salle communale de Chexbres: „aspects“
- 1977 Kunstverein für die Rheinlande und Westfalen, Düsseldorf: „Der Sammler Theodor Ahrenberg und das Atelier in Chexbres. 15 Jahre mit Kunst und Künstlern. 1960–1975“
- 1987 Kunsthalle Schirn Frankfurt am Main: „Le Corbusier secret. Zeichnungen und Collagen aus der Sammlung Ahrenberg.“

Die Ausstellung wurde im Anschluss daran gezeigt in: Musée cantonal des beaux-arts de Lausanne, Nordjyllands Kunstmuseum (Aalborg), Lunds Konsthall (Lund), Museum of Finnish Architecture (Helsinki), Pori Art Museum (Pori), Neue Galerie (Linz)
- 1993  Göteborgs Konstmuseet (Göteborg): „Ahrenberg Collection“

Die Ausstellung wurde im Anschluss daran im Östergötlands Länsmuseum (Linköping), dem Museum St. Ingbert (St. Ingbert), und dem „Musée Fondation Deutsch“  (Belmont-sur-Lausanne) gezeigt.
- 1998 Musée des Beaux-Arts de Mons (Belgien): „Hej Teto! Collection Ahrenberg“
- 1999 Palais Bénédictine (Fécamp, Région Haute-Normandie): „Collection Ahrenberg - 50 ans d'histoire de l’art“

## Film / Video
- In the name of art. A portrait of Theodor 'Teto' Ahrenberg, collector and patron devoted to artists and their art. Film von J.P. Morgan Friberg, 1990
- Konstsamlaren och katastrofen (Der Kunstsammler und die Tragödie). Film von Clara Törnvall, SVT Play, 2017